# Dignitas (Verein)
Der Verein DIGNITAS – Menschenwürdig leben – Menschenwürdig sterben ist ein Schweizer Verein mit Sitz auf der Forch, Gemeinde Maur, Kanton Zürich, der sich laut eigenen Angaben für ein auch das Lebensende umfassendes Selbstbestimmungsrecht einsetzt und seinen Mitgliedern auf Anfrage Beratung, Begleitung und Beihilfe zum Suizid anbiete. Er wurde am 17. Mai 1998 von dem Journalisten und Anwalt Ludwig A. Minelli gegründet.
Seit seiner Gründung bis Ende 2019 hat der Verein nach eigenen Angaben 3.027 Menschen bei der Selbsttötung begleitet; in derselben Zeit will er nach internen Schätzungen 30.000 bis 40.000 Personen geholfen haben, einen Wunsch nach vorzeitigem Tod fallen zu lassen. Er engagiert sich nach eigenen Angaben insbesondere für die Vermeidung von Suiziden und vor allem von Suizidversuchen.

## Mitgliedschaft
Der Verein besteht im Wesentlichen aus von ihm so genannten Destinatär-Mitgliedern ohne Stimmrecht; einzige stimmberechtigte Mitglieder im Sinne des Vereinsrechts waren bei der Gründung nur Minelli und eine seiner Töchter, die seit längerem durch eine andere Person ersetzt worden ist. Den aktuellen Statuten des Vereins zufolge kann Minelli als „Generalsekretär“ – d. h. Vereinspräsident und Geschäftsleiter in einer Person – allein über alle Mitgliederaufnahmen entscheiden und Mitglieder auch wieder ausschliessen.
Die Mitglieder erhalten – bei einer einmaligen Eintrittsgebühr von CHF 200 und einem jährlichen Mitgliederbeitrag von mindestens CHF 80 – Unterstützung bei der Durchsetzung von Patientenverfügungen und Hilfe bei anderen Konflikten mit Behörden, Ärzten oder Heimleitungen. Zusätzlich besteht die Möglichkeit, im Falle einer schweren Erkrankung eine Suizidbegleitung in der Schweiz in Anspruch zu nehmen. Für die Vorbereitung einer Freitodbegleitung wird ein besonderer Mitgliederbeitrag von CHF 4.000 erhoben sowie CHF 2.500 für deren Durchführung. Für Ausländer ergeben sich Gesamtkosten inkl. Arzt, Bestatter, Kremation und Behördengänge von etwa € 9.700. Vereinsmitglieder bestimmen die Höhe ihrer jährlichen Mitgliederbeiträge selbst. Mindestbeiträge werden von der Generalversammlung festgelegt. Dabei dürfen Menschen, die in sehr bescheidenen Verhältnissen leben, einen Antrag stellen und von der Aufnahmegebühr und/oder den Jahresbeitrag ganz oder teilweise befreit werden.
Dignitas hat nach eigenen, undatierten Angaben „über 10'000 Mitglieder aus rund 100 Ländern.“

## Ablauf einer Suizidbegleitung
Laut Dignitas werden mit dem Mitglied durch erfahrene und qualifizierte Mitarbeiter «eingehende Gespräche» geführt, um abzuklären, ob der Sterbewunsch wirklich einzig dem erklärten Willen des urteilsfähigen Mitglieds entspricht.
Als Nächstes muss ein Arzt – in der Regel der Hausarzt, sonst ein mit dem Verein zusammen arbeitender Schweizer Arzt – sich nach dem Studium der Krankenunterlagen grundsätzlich dazu bereit erklären, ein Rezept für das in entsprechender Dosierung tödlich wirkende Medikament Pentobarbital auszustellen.
Nach dem «provisorischen grünen Licht» kann dann ein Termin für die Suizidbegleitung vereinbart werden. Allerdings melden sich einer Studie zufolge rund 70 % der Mitglieder, die ein solches provisorisches grünes Licht erhalten haben, überhaupt nicht mehr; weitere 16 %, die sich zwar wieder melden, nehmen die Freitodbegleitung nicht in Anspruch. Die Studie bescheinigt Dignitas in 86,4 % eine erfolgreiche Suizidprophylaxe.
Ein Betroffener berichtete in der Zeit, er hätte sich, nach zwei gescheiterten Suizidversuchen, bei Dignitas gemeldet und von dem Gutachter grünes Licht erhalten. Ihm wurde allerdings eine Wartezeit von einem halben Jahr auferlegt. Sein zweiter Suizidversuch hatte den Mann zum Rollstuhlfahrer gemacht und in die Psychiatrie gebracht. Dennoch sagte er, das Wissen um die Suizidhilfe habe ihm geholfen. Letztlich nahm er sie nicht in Anspruch.
Bevor sich der Arzt (meistens der, der vorher auch das «provisorische grüne Licht» erteilt hat) endgültig dafür entscheidet, ein Rezept für das tödlich wirkende Medikament auszustellen, führt er in der Schweiz zunächst zwei persönliche Gespräche mit dem Sterbewilligen. Ist der Arzt danach weiterhin davon überzeugt, dass die Suizidbegleitung für das Dignitas-Mitglied angemessen ist, wird er das gewünschte Rezept ausstellen.
Die Suizidbegleitung findet oft in Anwesenheit von Angehörigen und mindestens zwei Zeugen in einer von Dignitas gemieteten Örtlichkeit statt. Um Angehörigen und Mitgliedern des Begleiterteams polizeiliche Einvernahmen zu ersparen, kann der letzte Akt im Leben des Mitglieds mit einer Videokamera dokumentiert werden: ein Sachbeweis dafür, dass das Mitglied in der Lage war, diesen letzten Akt selbst auszuführen und somit über die volle Tathoheit verfügt hat.
Weil in der Schweiz jeder Suizid juristisch als «aussergewöhnlicher Todesfall» gilt, wird nach jedem Sterbefall die Polizei informiert. Diese untersucht dann jeweils die genauen Todesumstände. Entscheidend für die Legalität einer Suizidhilfe ist das Fehlen «selbstsüchtiger Beweggründe» (Art. 115 StGB); eine «normale finanzielle Entschädigung» für die erbrachten Dienstleistungen allein kann diese nicht begründen.

### Kritik
Früher wurde behauptet, der Verein polarisiere stark und beeinflusse die öffentliche Diskussion über die Sterbehilfe. Ihrem Gründer wurde vorgeworfen, durch eine Verharmlosung des Suizids moralischen Druck auf schwerkranke Menschen auszuüben, die dann ihrem Leben ein Ende setzen, um nicht der Gesellschaft oder ihren Angehörigen zur Last zu fallen. Dies hat sich nach den klaren Volksentscheiden vom 15. Mai 2011 im Kanton Zürich wesentlich verändert. Ausserdem wurde Dignitas immer wieder angelastet, psychisch kranke Menschen beim Suizid unterstützt zu haben; nach einem Bundesgerichtsentscheid ist dies allerdings «unter Umständen» – im Urteil ist von einem «vertieften psychiatrischen Fachgutachten» die Rede – bei urteilsfähigen Personen im Sinne eines sogenannten Bilanzsuizids zulässig. Dignitas leistet im Gegensatz zu anderen Sterbehilfe-Organisationen auch Menschen aus dem Ausland Sterbehilfe, seine Gegner sprechen daher von Sterbetourismus. Dignitas dagegen spricht von Freiheitstourismus: Menschen, welche die Freiheit zu einem sicheren Suizid in Anspruch nehmen wollen, haben oft keine andere Möglichkeit, als dies in der Schweiz zu tun, weil die Gesetze ihres eigenen Landes eine solche Möglichkeit nicht gewähren. Die Inanspruchnahme dieser Möglichkeit hat sich unterschiedlich entwickelt: Im Kanton Zürich wurden im Jahr 2000 33 Personen in den Tod begleitet, davon 5 aus dem Ausland; 2006 waren es 221, davon 174 Ausländer. 2009 und 2010 lag die Zahl der von Dignitas begleiteten Ausländer unter 100. 2012 waren es 185 Personen aus dem Ausland.
Minelli hat in einem ausführlichen Interview mit der Weltwoche bereits 2004 zu vielen grundsätzlichen Fragen und Kritikpunkten Stellung genommen. In einem Gespräch mit der Zeitschrift Rote Fahne anlässlich der Gründung des deutschen Vereins in Hannover im Herbst 2005 kritisierte er die Haltung der Kirche und der Politik als heuchlerisch, unter Berufung auf Thomas Morus bzw. dessen Roman Utopia. Dagegen wird von eher kirchlich Gesinnten behauptet, er widerspreche völlig der Intention des Autors, der in Form der Satire gegen die menschenunwürdigen Umstände seiner Zeit schreibe und in keiner Weise den Freitod unterstütze.

### Internetportale
Seit 2007 unterhält der Verein im Internet das Dignitas-Forum; es wird seit 2011 von einem professionellen Mediator betreut. Dignitas und die Deutsche Gesellschaft für Humanes Sterben (DGHS) haben am 4. März 2020 gemeinsam die Plattform Schluss.PUNKT eingerichtet, welche auch telefonische Beratung (etwa 150 Beratungen pro Monat) anbietet.

## Politische Entscheide

### Kanton Zürich
Im Kanton Zürich fand am 15. Mai 2011 eine Volksabstimmung statt, in welcher sich die Stimmberechtigten mit einem Stimmenverhältnis von annähernd 85:15 % gegen ein Verbot der Suizidhilfe («Stopp der Suizidhilfe!») und mit etwa 78:22 % gegen eine Beschränkung dieser Hilfe auf Personen, die mindestens ein Jahr im Kanton Zürich gewohnt haben («Nein zum Sterbetourismus»), aussprachen. Beide Vorschläge waren von der Eidgenössisch-demokratischen Union (EDU) des Kantons Zürich als Volksinitiativen eingereicht worden. Die Verbotsinitiative verlangte, der Kanton Zürich solle auf Bundesebene verlangen, dass jegliche Suizidhilfe künftig als Delikt gelten solle. Am 3. Oktober 2012 teilte der Regierungsrat des Kantons Zürich dem Kantonsrat u. a. mit, auf eine kantonale Gesetzgebung über organisierte Sterbehilfe zu verzichten.

### Bund
Der Schweizerische Bundesrat beschloss am 29. Juni 2011 auf Antrag der Justizministerin Simonetta Sommaruga, auf eine gesetzliche Regelung der organisierten Suizidhilfe definitiv zu verzichten. Die bestehenden Vorschriften im Strafgesetzbuch sowie in den Erlassen, welche den Verkehr mit Heil- und Betäubungsmitteln regeln, seien ausreichend, um damit allfällige Missbräuche erfassen zu können. Im Übrigen lege die Regierung Nachdruck darauf, die Suizidprävention und die Palliative Care zu fördern. Damit wurden die früheren Versuche, eine gesetzliche Regelung oder gar ein praktisch vollständiges Verbot der organisierten Freitodhilfe zu erwirken, fallen gelassen. Es sei zwar früher von den verschiedensten Seiten ein Gesetzgebungsbedarf signalisiert worden, doch habe sich gezeigt, dass in sämtlichen Detailfragen nirgends eine einzelne Auffassung mehrheitsfähig gewesen wäre. Sommaruga erläuterte den Beschluss des Bundesrates in einem halbstündigen Interview in der Sendung Sternstunde Religion des Schweizer Fernsehens vom 28. August 2011. Zwei Standesinitiativen der Kantone Aargau und Basel-Landschaft, welche auf den Erlass einer nationalen gesetzlichen Regelung abzielten, scheiterten im Parlament; der Ständerat gab ihnen am 21. Dezember 2011 ohne Abstimmung keine Folge; der Nationalrat lehnte diese und weitere Vorstösse am 26. September 2012 mit 163 gegen 11 Stimmen ab.

## Dignitas Deutschland
Der mit dem Schweizer Verein lediglich vertraglich verbundene deutsche Verein firmiert seit seiner Gründung am 26. September 2005 als Dignitas – Menschenwürdig leben – Menschenwürdig sterben (Sektion Deutschland) e. V. und führte zunächst die Abkürzung Dignitas-Deutschland mit Sitz in Hannover, die nach einer Klage der Deutschen Interessengemeinschaft für Verkehrsunfallopfer e. V. dignitas (nach einer Umorganisation nun DIVO genannt) vorübergehend in Dignitate geändert wurde. Als Reaktion auf diese Gründung von Dignitas in Deutschland hatten die Bundesländer Saarland, Hessen und Thüringen im Jahre 2006 im Bundesrat einen Gesetzentwurf eingebracht, mit dem die geschäftsmässige Förderung der Selbsttötung unter Strafe gestellt werden sollte. Dignitas Deutschland hat dagegen in einem umfangreichen Kommentar dargelegt, dass seiner Auffassung nach der Entwurf grundgesetzwidrig sei und auch der Europäischen Menschenrechtskonvention zuwiderlaufe. Der Entwurf war in den drei Ausschüssen Recht (federführend), Gesundheit und Inneres des Bundesrates stecken geblieben. Ein Versuch der beiden Bundesländer Baden-Württemberg und Bayern, den Grundgedanken eines Verbots mit einem abgeänderten Entwurf zu retten, war in der Folge von den Ausschüssen Recht und Gesundheit übernommen worden, nicht jedoch vom Innenausschuss, der empfohlen hatte, kein Gesetz zu erlassen. Da sich im Vorfeld gezeigt hatte, dass keine Mehrheit für einen solchen Entwurf im Bundesrat zu erzielen gewesen wäre, vereinbarte der Vorsitzende der SPD, Kurt Beck, mit Bundeskanzlerin Angela Merkel am 3. Juli 2008, eine Kontroverse zu vermeiden, und einigte sich mit dem baden-württembergischen Ministerpräsidenten Günther Oettinger auf ein Minimalprogramm. So wurden dann in der Plenarsitzung vom 4. Juli 2008 alle Entwürfe zurückgestellt und an deren Stelle eine Entschliessung gefasst, wonach noch 2008 eine gesetzliche Regelung für erforderlich erachtet werde. Die damalige Bundesjustizministerin Brigitte Zypries glaubte deshalb nicht daran, dass ein solches Gesetz möglich sein werde, solange die Organisationen erklären, keine Profite machen zu wollen.
Am 7. Mai 2010 hatte das Bundesland Rheinland-Pfalz einen Entwurf eines Gesetzes zur Strafbarkeit der Werbung für Suizidbeihilfe in den Bundesrat eingebracht. Auch dieser Entwurf ist dann in den Ausschüssen stecken geblieben. Zwar wurde er für eine Plenarsitzung auf die Tagesordnung der 876. Plenarsitzung des Bundesrates vom 5. November 2010 gesetzt, schliesslich aber ohne Begründung wieder abgesetzt.
Im Koalitionsvertrag zwischen CDU, CSU und FDP zur 17. Wahlperiode des Bundestags hatten diese Parteien vereinbart, «die gewerbsmäßige Vermittlung von Gelegenheiten zur Selbsttötung (…) unter Strafe» zu stellen. Das Bundeskabinett hatte einen entsprechenden Gesetzentwurf am 29. August 2012 beschlossen. Da sich jedoch die CDU/CSU mit der FDP nicht darüber zu einigen vermochte, ob nur gewerbsmässige oder auch geschäftsmässige – also lediglich wiederholte – Begehung erfasst werden sollte, wurde das Projekt fallen gelassen.
In der 18. Wahlperiode des Bundestages wurde das Thema bei den Koalitionsverhandlungen ausgespart und beschlossen, es Gruppenanträgen zu überlassen. Diese führten zur Einfügung eines § 217 in das Strafgesetzbuch, der vom 10. Dezember 2015 bis zum 26. Februar 2020 in Kraft war. Er beruhte auf dem Gruppenantrag Brand/Griese., der im Wesentlichen einem Entwurf
nachgebildet ist, der von der Deutschen Stiftung Patientenschutz – einem Werk des katholischen Malteserordens – beruht.
Die Bestimmung wurde mit 13 Beschwerden beim Bundesverfassungsgericht in Karlsruhe als grundgesetzwidrig angefochten. Nach dem Inkrafttreten dieser Bestimmung reduzierte Dignitas-Deutschland seine Beratungsleistungen auf Fragen von Patientenverfügung, Vorsorgevollmacht, Palliativmedizin und passive Sterbehilfe, da jegliche ergebnisoffene Beratung in Bezug auf einen denkbaren Suizid bereits als Straftat verfolgt werden konnte. Deutsche, welche ergebnisoffene Beratung zu Suizidfragen wünschten, konnten sich somit nur noch über Dignitas in der Schweiz beraten lassen. Nachdem das deutsche Bundesverfassungsgericht am 26. Februar 2020 den § 217 StGB nichtig erklärt hat, wurden die Dienstleistungen des Vereins in Deutschland wieder aufgebaut.